# Cryptothelea symmicta
Cryptothelea symmicta är en fjärilsart som beskrevs av Dyar 1915. Cryptothelea symmicta ingår i släktet Cryptothelea och familjen säckspinnare. Inga underarter finns listade i Catalogue of Life.